# Eric Lévi
Eric Lévi, nato Eric Jacques Levisalles, (Parigi, 1955), è un musicista e compositore francese.

## Biografia
Nel 1975 fondò il gruppo hard rock Shakin' Street con Fabienne Shine e con esso realizzò due album, Vampire Rock e Solid as a Rock. Shakin' Street realizzò un tour con gli AC/DC ed i Blue Öyster Cult prima di sciogliersi nel 1981. Eric si spostò quindi a New York e tornò poi a Parigi nel 1992. 
Successivamente scrisse le colonne sonore di diversi film, compreso L'Opération Corned-beef e la commedia Les Visiteurs che fu un successo internazionale e uno dei maggiori in Francia.
Lévi è noto per essere stato il promotore del progetto musicale ERA e per aver inventato i termini latinizzati di queste canzoni.
Il primo album omonimo del progetto Era, del 1996, fu un hit divenendo l'album francese più venduto all'estero con oltre 6 milioni di copie vendute fuori dalla Francia. Un secondo album, Era 2, venne realizzato nel 2000 seguito da Era: The Mass in 2003. La trilogia è caratterizzata da un miscuglio di rock, synth e pseudo-latino canto gregoriano.
Nel 1999, si trasferì a Londra, dove vive ancora oggi.